# Clasificación de Modic
La clasificación de Modic es una clasificación radiológica de cambios patológicos en el cuerpo vertebral, concretamente los cambios en la médula ósea adyacente a los placas terminales superior e inferior. Fue descrita en 1988 por Michael T. Modic, catedrático de Radiología y Neurología de la Universidad Case de la Reserva Occidental de Cleveland, en un número de la revista Radiology. Desde entonces, la clasificación lleva su nombre.

## Clasificación
- Tipo I: Edema de médula ósea, hipointenso en T1, hiperintenso en T2
- Tipo II: Reemplazo de médula ósea hematopoyética por médula grasa, hiperintensa en T1, iso- o ligeramente hiperintensa en T2
- Tipo III: esclerosis, hipointensa en T1, hipointensa en T2